# Makenson Gletty
Makenson Gletty (Mirebalais, Haití, 2 de abril de 1999) es un deportista francés que compite en atletismo. Ganó una medalla de bronce en el Campeonato Europeo de Atletismo de 2024, en la prueba de decatlón.

## Palmarés internacional
| Campeonato Europeo | Campeonato Europeo | Campeonato Europeo | Campeonato Europeo |
| Año                | Lugar              | Medalla            | Prueba             |
| ------------------ | ------------------ | ------------------ | ------------------ |
| 2024               | Roma (Italia)      | Medalla de bronce  | Decatlón           |